# میرزا محمد تالش
محمد میرزا مهرانی معروف به میرزا محمد تالش و سلطان محمد تالش از نجیب‌زادگان ایرانی و فرمانده ارشد نظامی اهل تالش بود. او از دودمان مهرانیان آستارا بوده و اجدادش حاکمان موروثی آستارا بودند. او در ابتدای تأسیس دولت صفوی، حاکم آستارا بود و بعدها به حکومت یزد نیز رسید. او از تیول‌داران قزلباش بود. میرزا محمد شوهر خواهر سلطان‌علی بیگ چاکرلو حاکم منصوب آق‌قویونلو در اردبیل بود. منصب دیگری که در دوران  شاه اسماعیل یکم برعهده داشت، تولیت آرامگاه شیخ صفی‌الدین اردبیلی بود.